# Abarth
Abarth S.p.A. — предприятие в городе Турин (Италия), основным видом деятельности которого является производство спортивных автомобилей на базе Fiat. На сегодняшний день, 100 % компании принадлежит Fiat Group Automobiles.

## История
В 1949 году известный гонщик и конструктор Карло Альберто Абарт открыл фабрику по производству автомобильных глушителей и систем выпуска отработанных газов под брендом «Abarth & C». В начале 1950-х годов компания приступила к выпуску первых мелкосерийных спортивных автомобилей, донорами шасси в основном служили автомобили марки Fiat, кузова заказывались в ателье специализирующихся на автомобильном дизайне — Bertone, Zagato, Ghia.
В 1956 году на свет появилась «заряженная» версия Fiat 600, с форсированным двигателем объёмом 750 см3, спрос на автомобиль настолько превысил предложение, что компанией Abarth было принято решение поставлять клиентам наборы деталей для самостоятельной установки. Также на этом автомобиле было поставлено множество рекордов, в том числе два мировых рекорда в заезде на 24 и 72 часа, последний рекорд был поставлен 31 октября 1966 года австрийцем Йоханесом Ортнером, он проехал 400 метров за 13,035 секунды.

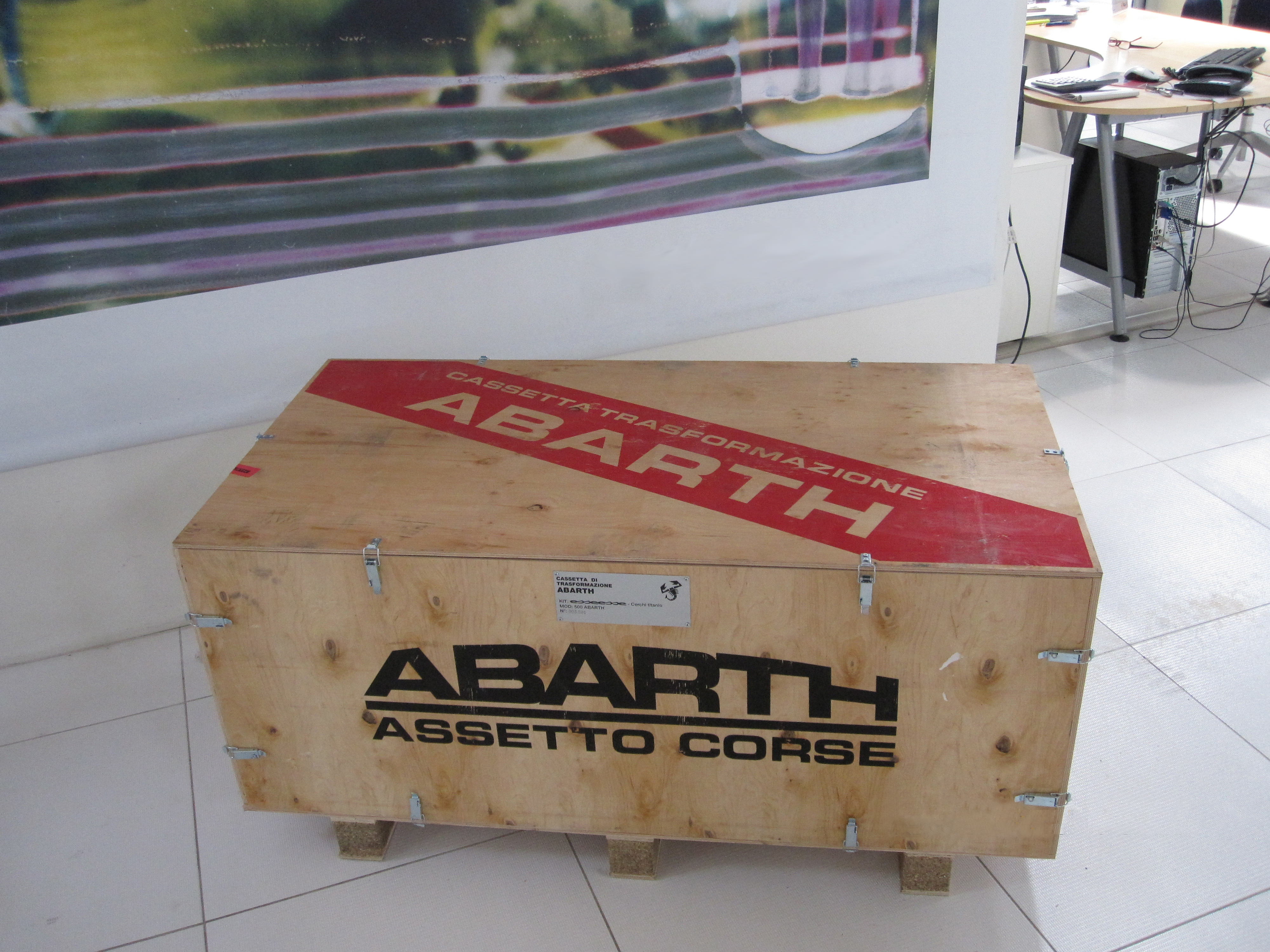
Набор деталей Abarth для самостоятельной установки.

В 1961 году Fiat и Abarth приняли соглашение, согласно которому Fiat поставлял компании Abarth отдельные механизмы, которые она впоследствии могла модернизировать на своё усмотрение. В список доработок вошли системы торможения, охлаждения, карбюраторы и выхлопная система. Результатом этого сотрудничества стал построенный на шасси Fiat 600, Abarth 850TC, мощность «гражданской» версии которого достигала 57 л. с., а максимальная скорость 135 км/ч. Также выпускалась гоночная версия с ещё более форсированным двигателем мощностью 93 л. с. и максимальной скоростью 190 км/ч.

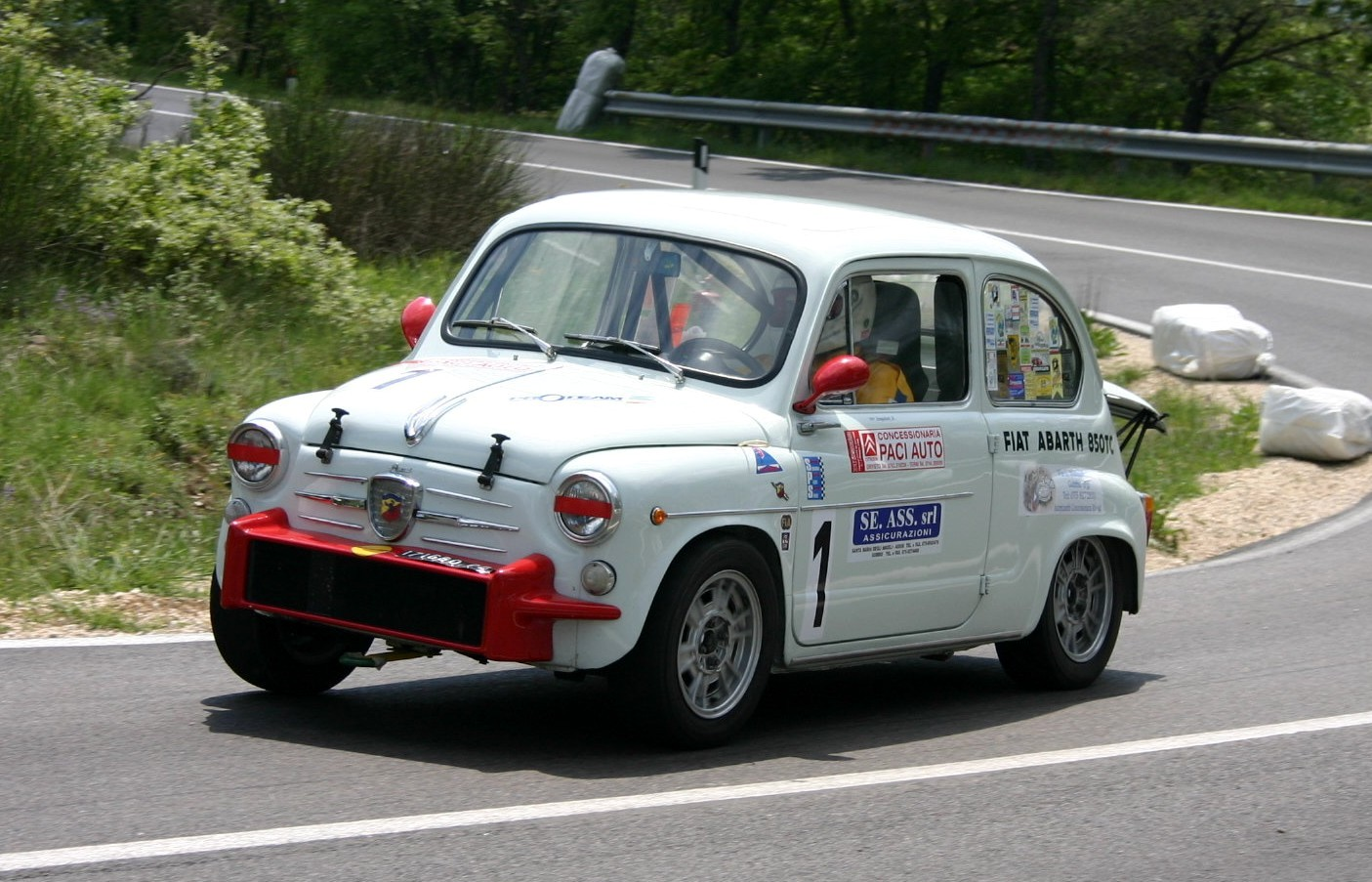
Abarth 850 TC

В 1967 году Карло Абарт решил принять участие в борьбе за Кубок конструкторов среди спортивных автомобилей-прототипов. Для этого он построил новый двенадцатицилиндровый двигатель, объёмом шесть литров и мощностью 600 л. с. при 6800 об./мин. Но решение Международной автомобильной федерации по сокращению нормативного рабочего объёма двигателей до трёх литров, поставило крест на этом проекте и компании не оставалось ничего другого как отказаться от участия в соревновании.
В 1971 году вышел последний автомобиль созданный под руководством Карло Абарта, раллийная модификация Autobianchi A112 под названием A112 Abarth. В том же году Fiat купила Abarth, немного поработав в компании наёмным директором, Карло Абарт покинул свой пост, его место занял руководитель спортивного отделения Fiat, Энцо Озелла. Последним гоночным автомобилем компании стал 325-ти сильный Lancia 037 Abarth выигравший зачёт марок в 1983 году.

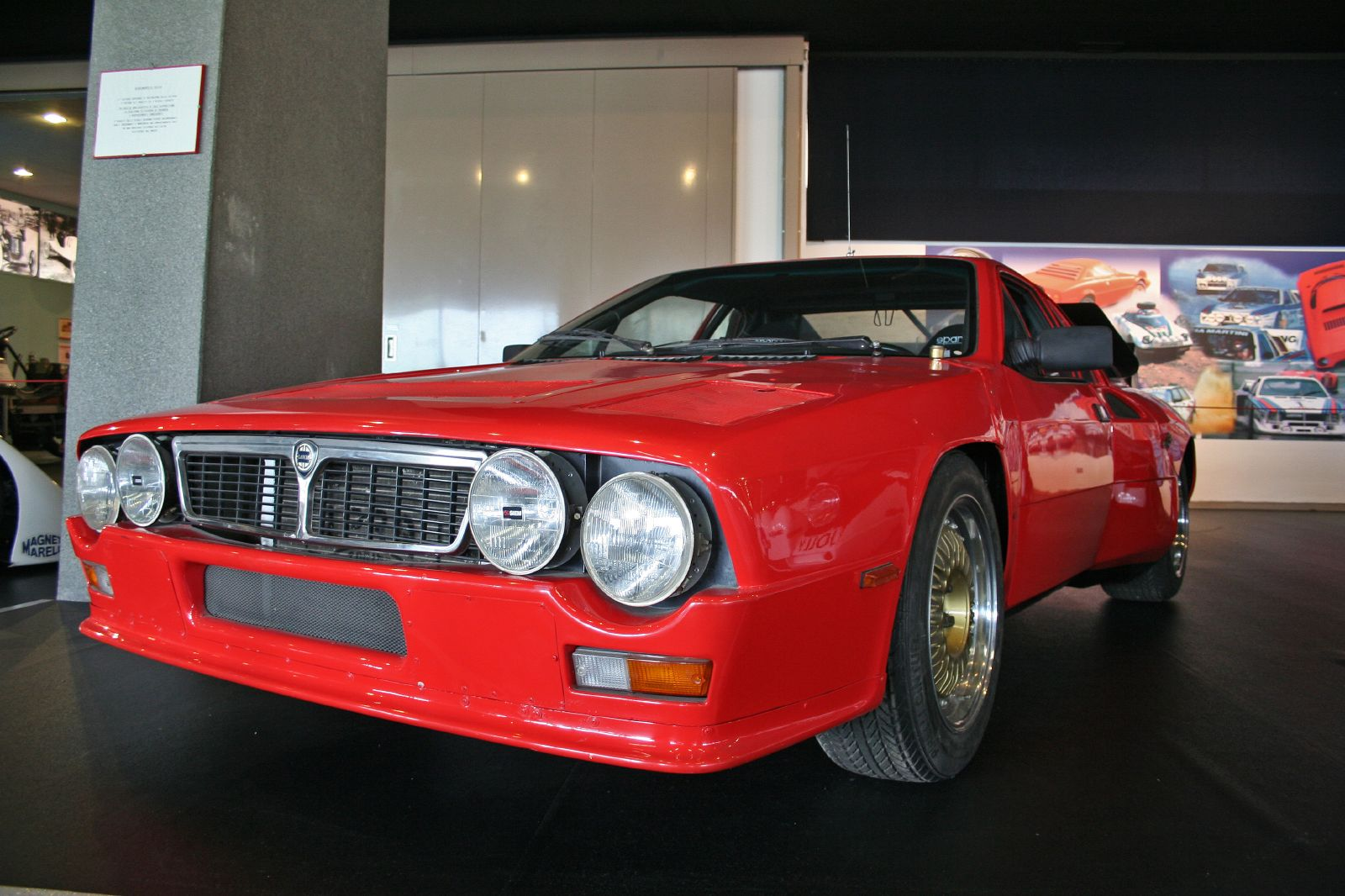
Lancia 037 Abarth

В 2007 году Fiat решила возродить марку Abarth, как отдельный бренд и выпустила Abarth Grande Punto, а немного позже, в 2008-м и новый Abarth 500 построенный на базе Fiat Nuova 500.

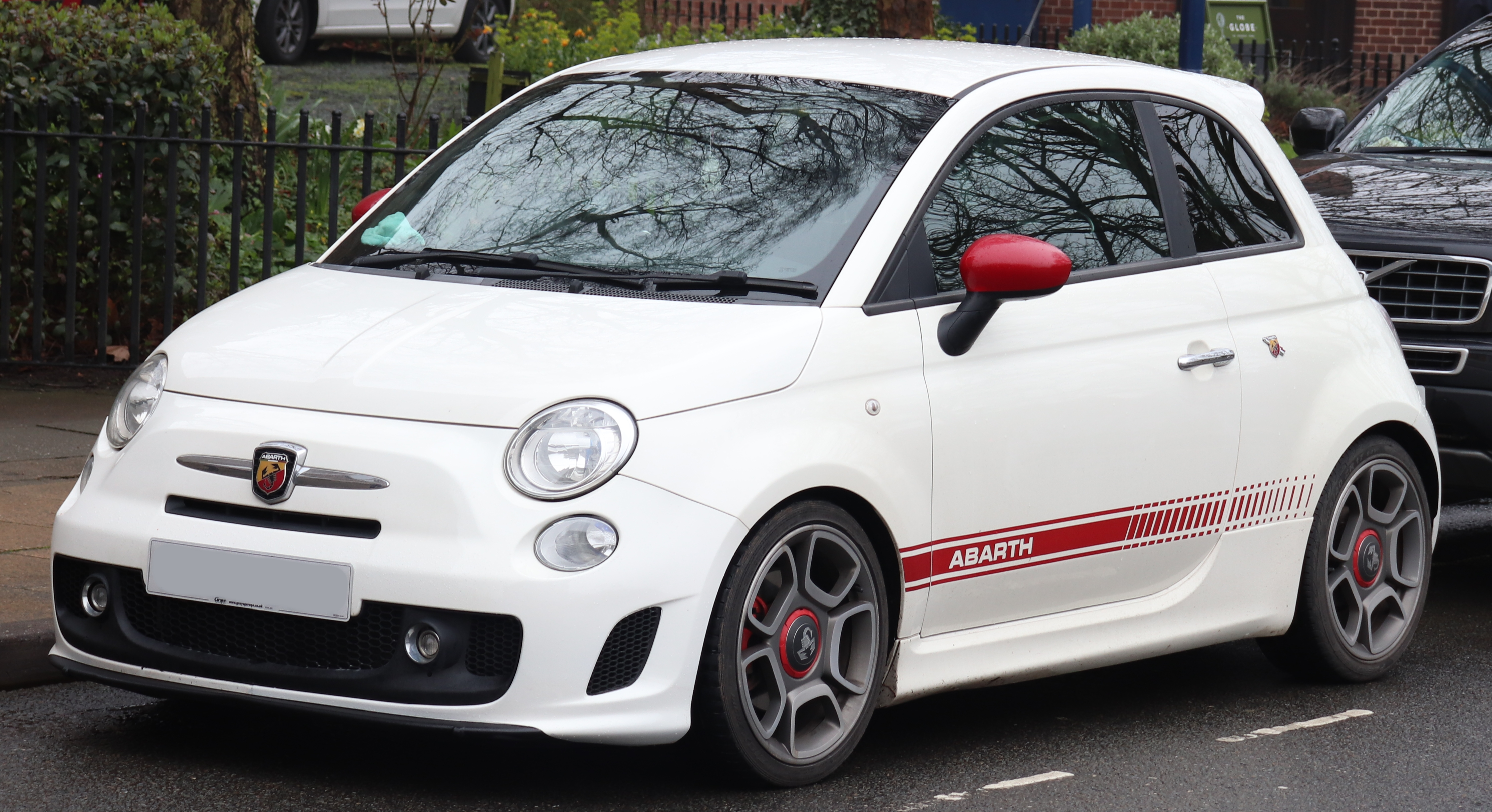
Abarth 500

## Модели
- Fiat-Abarth 500
- Fiat-Abarth 595
- Fiat-Abarth 695
- Fiat-Abarth 750
- Fiat-Abarth 850 TC
- Fiat-Abarth 1000 Berlina
- Fiat-Abarth 700 spider
- Fiat-Bravo Abarth
- Abarth 700S spyder Tubolare
- Abarth 207A Boano Spider (1955)
- Fiat Abarth 750 Zagato Coupe (1956)
- Abarth scorpione 1300
- Abarth Simca 1300
- Abarth Simca 2000
- Abarth 1300 OT
- Abarth 2000 OT
- Abarth 2000 SP
- Porsche 356B GTL Abarth
- Fiat 124 Abarth
- Autobianchi A112 Abarth
- Abarth SE 030
- Abarth SE 037
- Fiat 131 Abarth Rally
- Fiat 131 volumetrico Abarth
- Fiat Ritmo 125 TC Abarth
- Fiat Ritmo 130 TC Abarth
- Fiat Cinquecento Sporting Abarth
- Fiat Seicento Sporting Abarth
- Fiat Punto Abarth
- Fiat Stilo Abarth
- Abarth Punto Evo
- Abarth 500C
- Abarth 500
- Abarth Grande Punto